# Winifred C. Stanley
Winifred Claire Stanley (Bronx, 14 de agosto de 1909 – Kenmore, 29 de fevereiro de 1996) foi uma advogada e política norte-americana. Entre 1943 e 1945, ela representou Nova Iorque na Câmara dos Representantes dos Estados Unidos.

## Biografia

### Início de vida, educação e carreira
Winifred Claire Stanley nasceu em 14 de agosto de 1909, no Bronx, um dos distritos da cidade de Nova Iorque. A mais velha de seis filhos, ela foi criada em Buffalo. Sua mãe, Mary, havia sido professora de inglês e música, e seu pai, John Francis Stanley, era arquiteto. Winifred completou o ensino médio na Lafayette High School e graduou-se com um Bacharelado em Artes (B.A.) na Universidade Estadual de Nova Iorque em Buffalo em 1930. Em 1933, completou seu Bacharelado em Leis (LL.B.) e seu Juris Doctor (J.D.) pela mesma instituição e, um ano depois, começou a trabalhar no ramo do direito.
Sua reputação como advogada era impecável, mas sua maior realização pressagiou seu futuro trabalho como representante. Quando chegou no tribunal em uma manhã, ela encontrou a sala de audiências fechada para as mulheres devido a natureza do crime que estava sendo julgado. Ela considerou que esta era uma afronta intolerável para as mulheres, especialmente porque elas também tinha sido impedidas de participar dos júris em Nova Iorque, independente do crime. Winifred então mobilizou clubes de mulheres, sociedades de igrejas e organizações políticas para pressionar pelo direito das mulheres de participar na sala do tribunal como cidadãs. Suas ações resultaram no direito das mulheres em participarem dos júris em todo o Estado. Além disso, ela chamou atenção do então procurador distrital Leo J. Hagerty, que a contratou como procuradora distrital assistente do Condado de Erie. Nesta época, ela tinha 28 anos de idade e tornou-se a primeira mulher a ocupar este cargo no condado.

### Carreira política

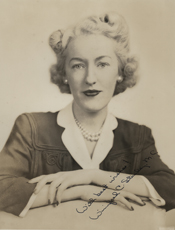
Winifred Stanley enquanto representante, em 1943.

Após o censo de 1940, Nova Iorque estava prestes a perder dois assentos no Congresso. Desde 1933, o Estado elegia dois representantes a nível estatual porque os partidos não concordaram com os termos de redistribuição dos distritos. Este sistema, entretanto, acabaria em 1945. Em 1942, o Republicano procurou alguém eficaz que representasse todo o Estado pelos próximos dois anos. Winifred, até então uma procuradora distrital bem-sucedida, foi a escolha dos republicados. Em novembro de 1942, ela foi eleita para a Câmara dos Representantes dos Estados Unidos com 1.965.794 votos (50,24%), derrotando a democrata Flora D. Johnson, que recebeu 1.874.463 votos (47,90%).
Com um forte histórico na advocacia, ela tentou assumir uma vaga no Comitê Judiciário. Apesar de suas qualificações, este pedido lhe foi negado  porque ela não era uma antiga representante e devido ao sexismo que ainda prevalecia entre seus colegas. Em vez do Comitê Judiciário, foi nomeada para os comitês de Patentes e Serviço Civil, ambos com menor visibilidade.
Como representante, Winifred continuou defendendo os direitos das mulheres, tornando-se a primeira integrante do Congresso a propor uma legislação que promoveria salários iguais para trabalhos iguais. Em 19 de junho de 1944, propôs um projeto de lei que alterasse a Lei Nacional de Relações do Trabalho para tornar ilegal a discriminação da remuneração paga devido ao gênero do empregado.
Alinhada ao seu partido, ela foi uma crítica dos programas do New Deal da administração do Roosevelt. Durante a campanha de 1944, apesar de que perderia sua vaga na Câmara, Winifred mante-ve ocupada e fez campanha o republicano Thomas E. Dewey em 15 estados.
Apesar de sua reputação de trabalhadora tenaz, Winifred também era ativa cena social de Washington, D.C.. Ela recebeu um prêmio da  Fashion Academy Award por ser uma das mulheres públicas mais bem vestidas públicas do país. Ela também atuou como conselheira do clube Eight Girls to Every Man, uma organização que encontrava casas e compromissos sociais adequados para as mulheres jovens que trabalhavam no governo federal.

### Carreira posterior e morte
Depois de deixar o Congresso em 1945, Winifred aceitou um cargo na administração do governador Thomas E. Dewey. Mais tarde, foi nomeada como conselheira do Sistema de Aposentadoria dos Funcionários do Estado de Nova Iorque e posteriormente retornou ao cargo de promotora assistente distrital, desta em Albany, capital do Estado. Ela aposentou-se como servidora pública estadual em 1979, mas manteve-se trabalhando na iniciativa privada até 1986.
Depois de uma breve doença, Winifred morreu em 29 de fevereiro de 1996, em Kenmore, Nova Iorque.